# Peter Klöckner

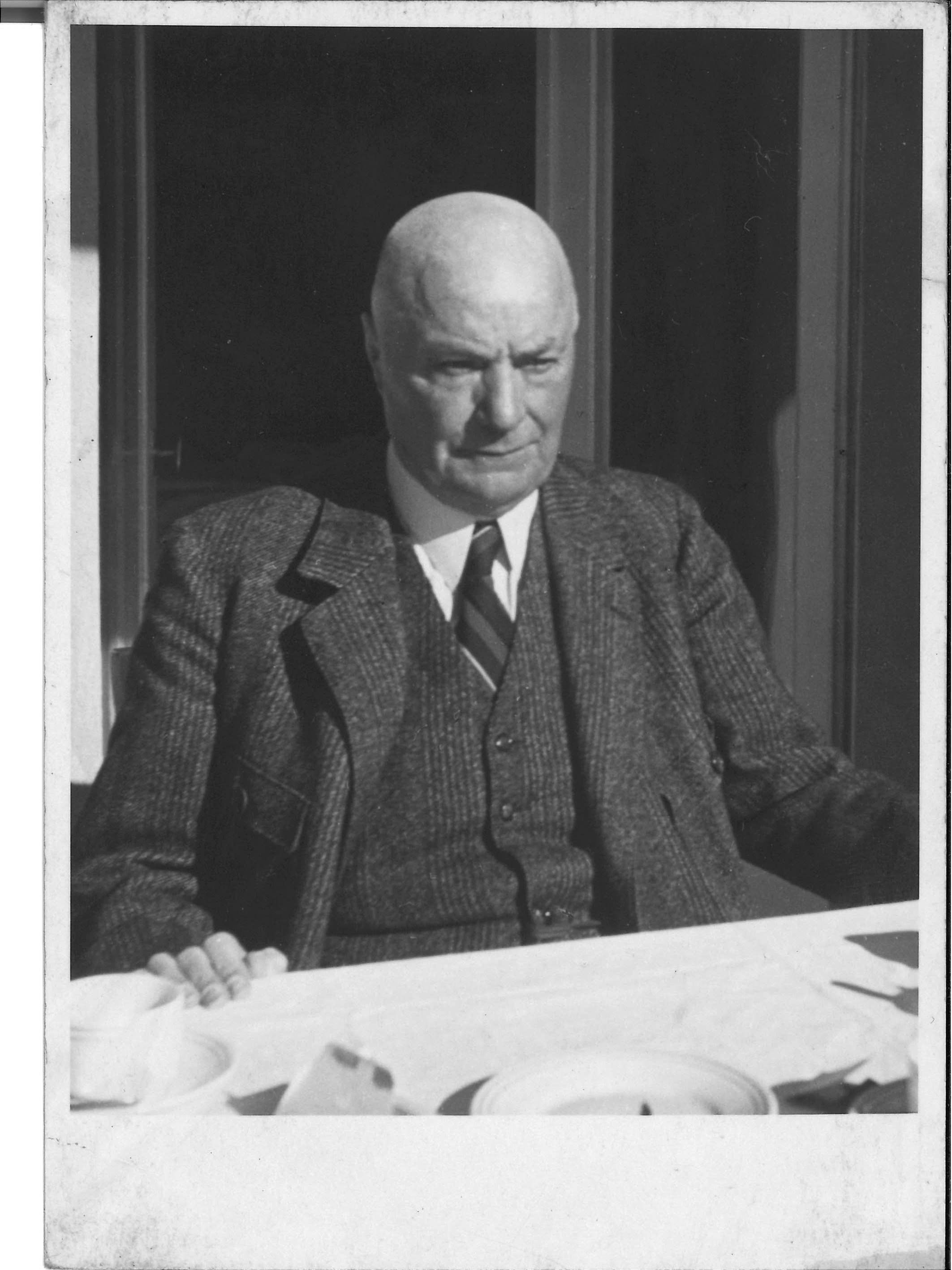
Peter Klöckner (Peter Klöckner Familienstiftung)

Peter Klöckner (* 9. November 1863 in Koblenz; † 5. Oktober 1940 in Duisburg) war ein deutscher Unternehmer und Industrieller.

## Leben und Wirken
Klöckner wurde 1863 geboren als zweites von neun Kindern des Koblenzer Schiffbaumeisters und Werftbesitzers Peter Klöckner (1834–1904) und seiner Ehefrau Anna Maria, geborene Wenner (1837–1915).

### Schule und Ausbildung
Den Besuch des Gymnasiums brach Peter Klöckner kurz vor dem Abitur ab, absolvierte zwischen 1882 und 1884 im seinerzeit größten deutschen Eisenhandelskonzern Carl Spaeter in Koblenz eine kaufmännische Lehre und arbeitete dort im Anschluss als kaufmännischer Angestellter. Zwischen 1886 und 1888 war er als Buchhaltungskorrespondent bei der Luxemburger Bergwerks- und Saarbrücker Eisenhütten AG in Burbach tätig, wo er zusätzlich in Nachtschicht praktische Kenntnisse der Stahlherstellung an den verschiedenen Öfen des Werkes (Schweiß-, Puddel- und Hochofen) erwarb.

### Karriere
1888 bis 1897 vertrat er als Kommis in Duisburg die Firma Spaeter im Ruhrgebiet und trat, als diese Niederlassung 1897 in ein selbständiges Unternehmen umgewandelt wurde, als Teilhaber und Geschäftsführer ein. Darüber hinaus beteiligte er sich ab 1894 an verschiedenen Eisen- und Stahlwerken, Banken (Mittelrheinische Bank, Mülheimer Bank, A. Schaaffhausen’scher Bankverein), Hüttenvereinen und Maschinenfabriken, sanierte verschiedene Betriebe wie die Eisen- und Stahlwerk Krieger und Co. in Hagen-Haspe, die Düsseldorfer Eisen- und Drahtindustrie AG, die Sieg-Rhein-Hütte in Troisdorf oder den Lothringer Hüttenverein Aumetz-Friede. Dadurch erwarb er sich innerhalb der deutschen Industrie den Ruf als „Sanitätsrat für kranke Werke“ und sicherte sich im Zuge der Sanierungsmaßnahmen den maßgeblichen Einfluss an den Unternehmen.

### Klöckner & Co

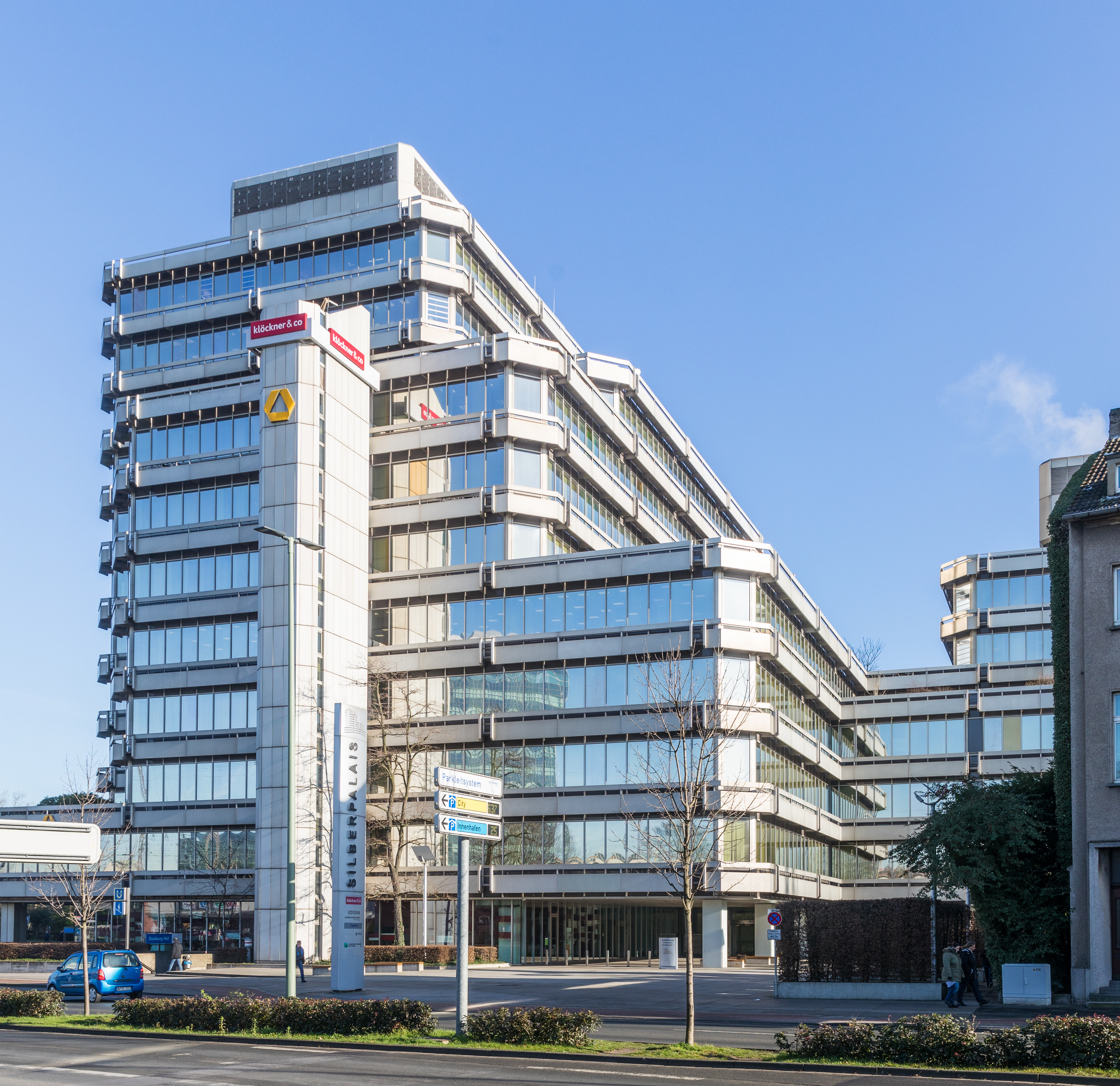
Das Silberpalais in Duisburg, heute die Hauptverwaltung von Klöckner & Co

Als Teilhaber und Geschäftsführer der Spaeter-Niederlassung besaß Peter Klöckner für seine Ambitionen zu wenig eigenen gestalterischen Spielraum, so dass er 1906 gemeinsam mit seinem Bruder Florian Klöckner die Offene Handelsgesellschaft Klöckner & Co, in Duisburg gründete, die den Handel mit den in den Beteiligungen erzeugten Rohstoffen und Produkten übernahm und so zum Kern seiner Unternehmensgruppe wurde. Zudem erweiterte er in der Folge seine Aktivitäten systematisch um alle Bestandteile von Stahlproduktion und -handel (Hütten- und Walzwerke, Zechen, Kokereien, Reederei und Kohlenhandel etc.). Ziel war ein vertikaler Konzern, der von der Rohstoffförderung über die Weiterverarbeitung bis zum Endprodukt alles in einer Hand vereinte.
1917 verwandelte er die Lothringer Hütten in die Lothringer Hütten- und Bergwerksverein AG nach deutschem Recht mit Sitz in Nilvingen bei Kneuttingen, einem Zusammenschluss von Zechen, Hütten- und Walzwerken (Aumetz-Friede, Hauts-Fourneaus Lorrains de la Paix und die Fentsche Hüttenwerke in Kneuttingen).

### Der Unternehmer
Die unternehmerische Leistung Peter Klöckners lag vor allem darin, als einer der ersten mit Rücksicht auf die technische Weiterentwicklung bei der Stahlerzeugung verschiedene Einzelwerke in einen vertikal aufgebauten Konzern zu überführen. So gehörte Peter Klöckner zwar „nicht zu den Pionieren, die Deutschland aus der Agrar- und kleingewerblichen Wirtschaft zum Industriestaat gemacht haben. Fast keines seiner Werke ist eine eigene ursprüngliche Gründung gewesen. Seine Leistung war es [aber], bestehende, aber nicht organisch in einen sinnvollen Zusammenhang der Industrie eingefügte Firmen in ihrem Bestand durch Zusammenfassung zu sichern und so ihre Wirtschaftlichkeit zu erhöhen.“ Zudem verstand er es, neue Technologien als Chancen zu nutzen und investierte früh in Innovationen der Kohlechemie, wie die Produktion von synthetischem Stickstoff oder Benzin.

### Der Erste Weltkrieg und die Folgen
Als mit dem Friedensvertrag von Versailles 1919 alle Kohlezechen und Erzgruben in Lothringen und damit nahezu die gesamte Basis der Stahlgewinnung des Unternehmens an Frankreich fielen, wurde ein Neuaufbau notwendig. Mit der Gründung eines Bereichs für Chemie schuf Klöckner 1920 ein Instrument für den Handel mit Nebenprodukten der Kohle- und Koksproduktion, 1921 erwarb Klöckner, auch dank der staatlichen Entschädigungszahlungen für die Lothringer Werke, die Mehrheit der Georgs-Marien Bergwerks- und Hüttenverein AG (Georgsmarienhütte) und gründete die Klöckner Reederei und Kohlenhandel GmbH, 1923 folgte die Klöckner-Dünger-Handel GmbH. Zudem entstanden weitere regionale Eisenhandelsgesellschaften (neben den bestehenden in Köln und Magdeburg bzw. Halle jeweils eine in Osnabrück, Nürnberg und Hannover) sowie ein Netz von Auslandsvertretungen. Weil der Handel stabile Gewinne abwarf, kam Klöckner vergleichsweise glimpflich durch die Wirtschaftskrise nach dem Ersten Weltkrieg.
1919 wurde er zum Stadtverordneten in Duisburg gewählt, er bekleidete dieses Amt 10 Jahre lang bis 1929.

### Klöckner-Werke AG

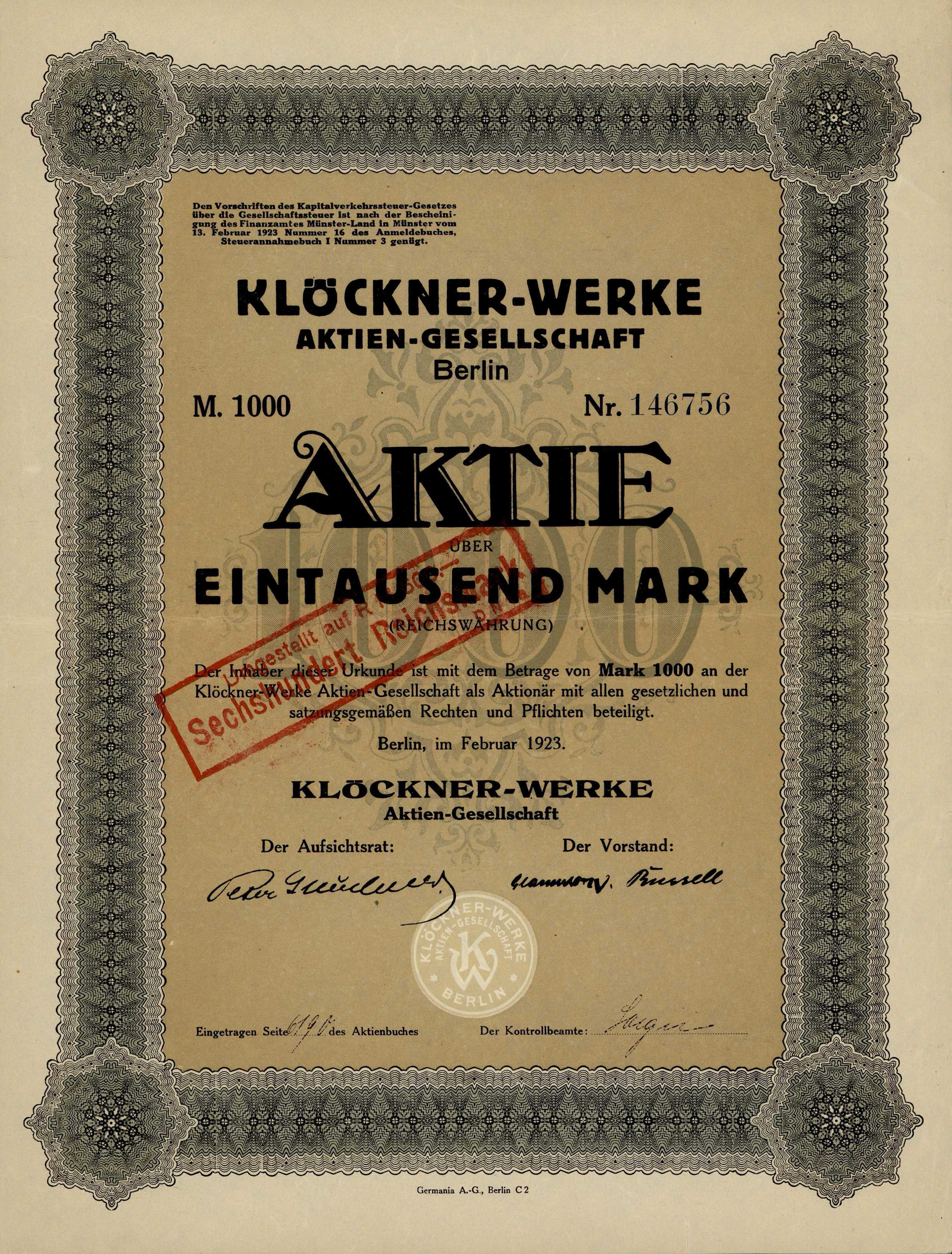
Aktie über 1000 Mark der Klöckner-Werke AG vom Februar 1923 mit Faksimileunterschrift von Peter Klöckner

1923 fusionierte Klöckner die Unternehmen, an denen er mit mindestens 50 % beteiligt war, (das Eisen- und Stahlwerk Haspe, die Mannstaedt-Werke in Troisdorf, die Düsseldorfer Eisen- und Drahtindustrie, den Georgs-Marien-Bergwerks- und Hüttenverein sowie das Eisen- und Stahlwerk Osnabrück) zu dem neuen Montankonzern Klöckner-Werke AG in Castrop-Rauxel (außerdem wurden dem Konzern die Zechen Victor/Ickern, Königsborn, General und Werne angegliedert). 1924 kam noch die Mehrheit an den Rheinischen Chamotte- und Dinas-Werken in Mehlem und eine 50%ige Beteiligung am Stickstoffwerk der Gewerkschaft Victor hinzu.
Bis zu seinem Tod 1940 übernahm Peter Klöckner als Aufsichtsratsvorsitzender die Leitung der Klöckner Werke AG. Den Zusammenschluss seines Unternehmens mit der Vereinigte Stahlwerke AG lehnte Klöckner 1926 ab, er zog es vor, unabhängig zu bleiben.

### Klöckner-Humboldt-Deutz

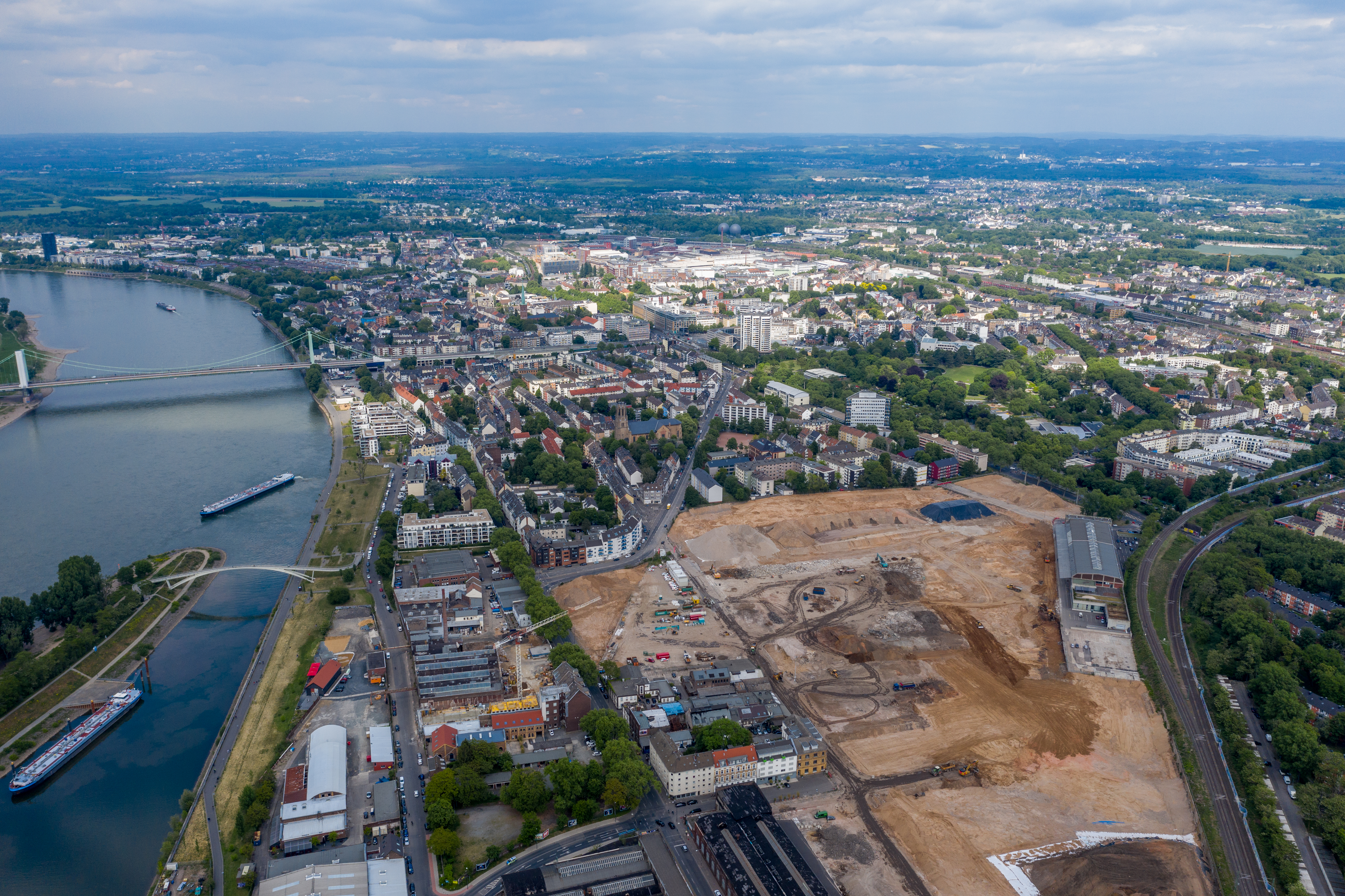
Fabrikhallen der ehemaligen Gasmotorenfabrik Deutz, Klöckner-Humboldt-Deutz, Westwaggon, Köln-Mülheim – Luftaufnahme-0904

Parallel zum Aufbau seines Stahlkonzerns erschuf Peter Klöckner mit der Klöckner-Humboldt-Deutz AG einen Motoren-, Maschinen und Nutzfahrzeugkonzern: Schon 1903 war er als Aufsichtsratsmitglied des A. Schaaffhausen’schen Bankvereins, Köln, für die Sanierung des Unternehmens in den Aufsichtsrat der Maschinenbauanstalt Humboldt in Köln-Kalk gewählt worden, dessen Vorsitz er kurz vor dem Ersten Weltkrieg übernahm.
Drei Jahre später erhielt Peter Klöckner außerdem ein Aufsichtsratsmandat bei der Gasmotorenfabrik Deutz, die 1921 mit der Maschinenfabrik Oberursel einen Interessengemeinschaftsvertrag abschloss. 1924, als Peter Klöckner auch dort den Vorsitz über den Aufsichtsrat übernahm, folgte die Bildung einer Interessengemeinschaft zwischen der Maschinenbauanstalt Humboldt und der Gasmotorenfabrik Deutz unter Einbeziehung der Maschinenfabrik Oberursel, die kleine Motoren in Serie produzierte. Um Reibungsverluste zwischen den einzelnen Partnern weitgehend auszuschalten, fusionierte Klöckner 1930 die Unternehmen zur Humboldt-Deutzmotoren AG, von der sein Konzern 70 % des Aktienkapitals hielt. Mit der Übernahme der kränkelnden Fahrzeugfabrik Magirus in Ulm 1936 komplettierte man darüber hinaus die Angebotspalette.

### In der Hitler-Diktatur

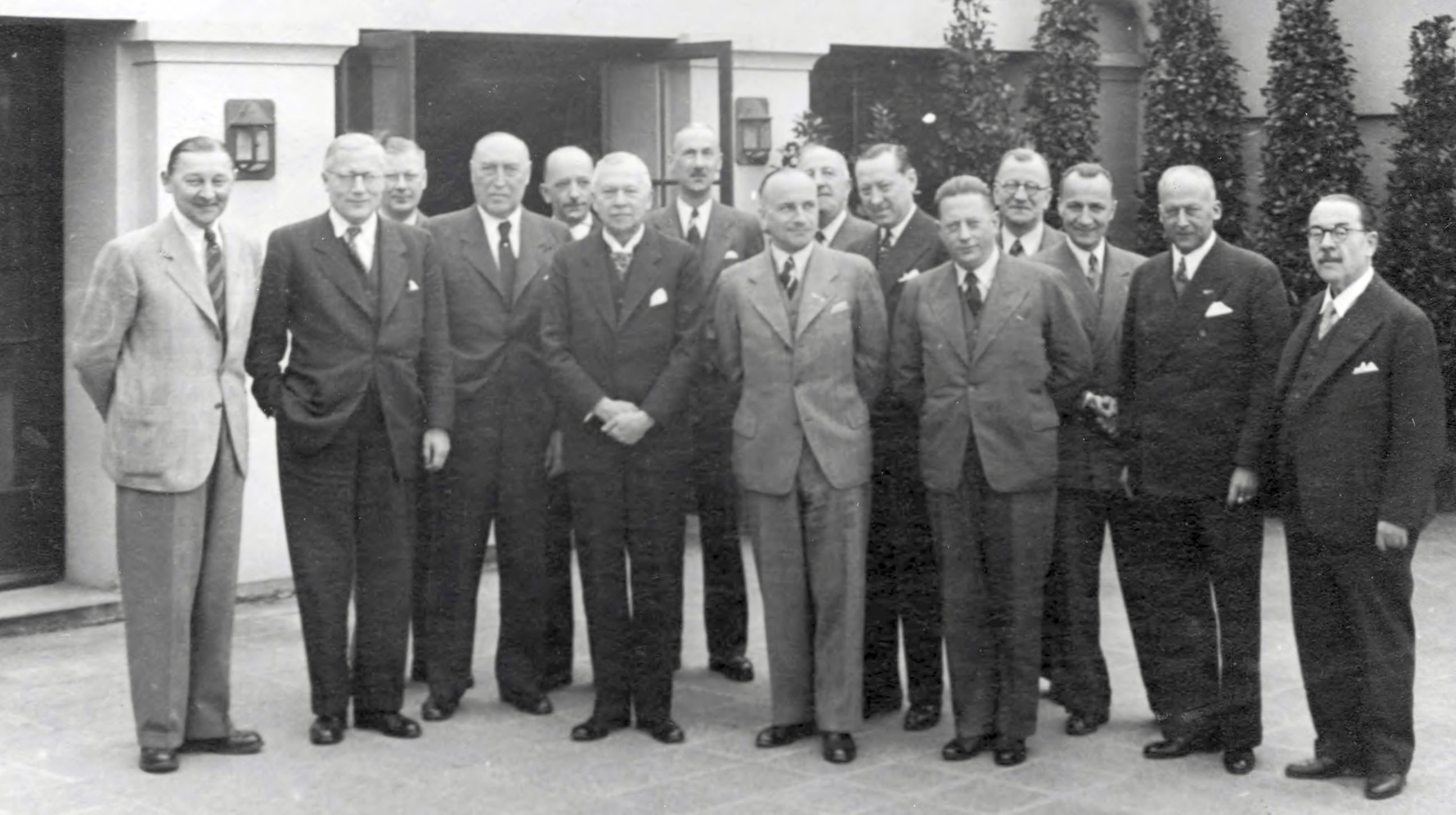
Industrielle vom Niederrhein in den 1930er Jahren, in der Mitte im hellen Anzug Peter Klöckner, direkt hinter ihm teilweise von ihm verdeckt sein enger Freund Karl Jarres, links steht der junge Bernhard Rösler.

1938 schlossen sich die Unternehmen mit einem Interessenvertrag zur Klöckner-Humboldt-Deutz AG (KHD) auch formell zusammen, ein Unternehmen, das sich mit der Herstellung von Motoren, Maschinen und Fahrzeugen (Traktoren, Diesellokomotiven, Lastkraftwagen) beschäftigte.
Damit hatte Peter Klöckner alle seine Unternehmen und Beteiligungen auf die drei Säulen Kohle, Eisen und Maschinen ausgeweitet. Ebenfalls 1938 wurde der Sitz der Hauptverwaltung der Klöckner Werke AG, die nun mit gut 43.000 Beschäftigten auf Rang 15 der größten deutschen Unternehmen stand und über 99 % des Aktienkapitals der KHD hielt, von Castrop-Rauxel nach Duisburg verlegt. Außerhalb seines Konzerns war Klöckner u. a. im Aufsichtsrat der Deutschen Bank, der Vereinigte Kugellagerfabriken AG, Schweinfurt, und der Dynamit AG, vormals Alfred Nobel, Troisdorf.

### Familie Klöckner
Peter Klöckner war zweimal verheiratet. Aus der ersten Ehe mit Lilly Klöckner (geb. Müller, 1867–1942) ging die 1891 geborene gleichnamige Tochter Lilly Klöckner hervor. Nach der Scheidung 1911 heiratete Peter Klöckner im selben Jahr Johanna Julie Emma (geb. Manger, verw. Küpper, 1882–1949). Sein Stiefsohn aus dieser Ehe Helmut Küpper (1904–1956) entzog sich seinem Wunsch, für sein Unternehmen zu arbeiten. 1913 wurde der gemeinsame Sohn Peter Waldemar Klöckner geboren, der 1936 bei einem Autounfall tödlich verunglückte.
Nach dem Tod seines Sohnes nahm Peter Klöckner den Mann seiner Stieftochter Anne-Liese (geb. Küpper, 1908–1997) Günter Henle und einen leitenden Mitarbeiter als Teilhaber in die Handelsfirma Klöckner & Co auf, die Großaktionärin der Klöckner Werke AG war. Zusammen mit seiner Frau Hanna gründete er im Jahr 1937 die Peter Klöckner-Familienstiftung, die beide zu ihrer alleinigen Erbin einsetzten.

### Sein Domizil

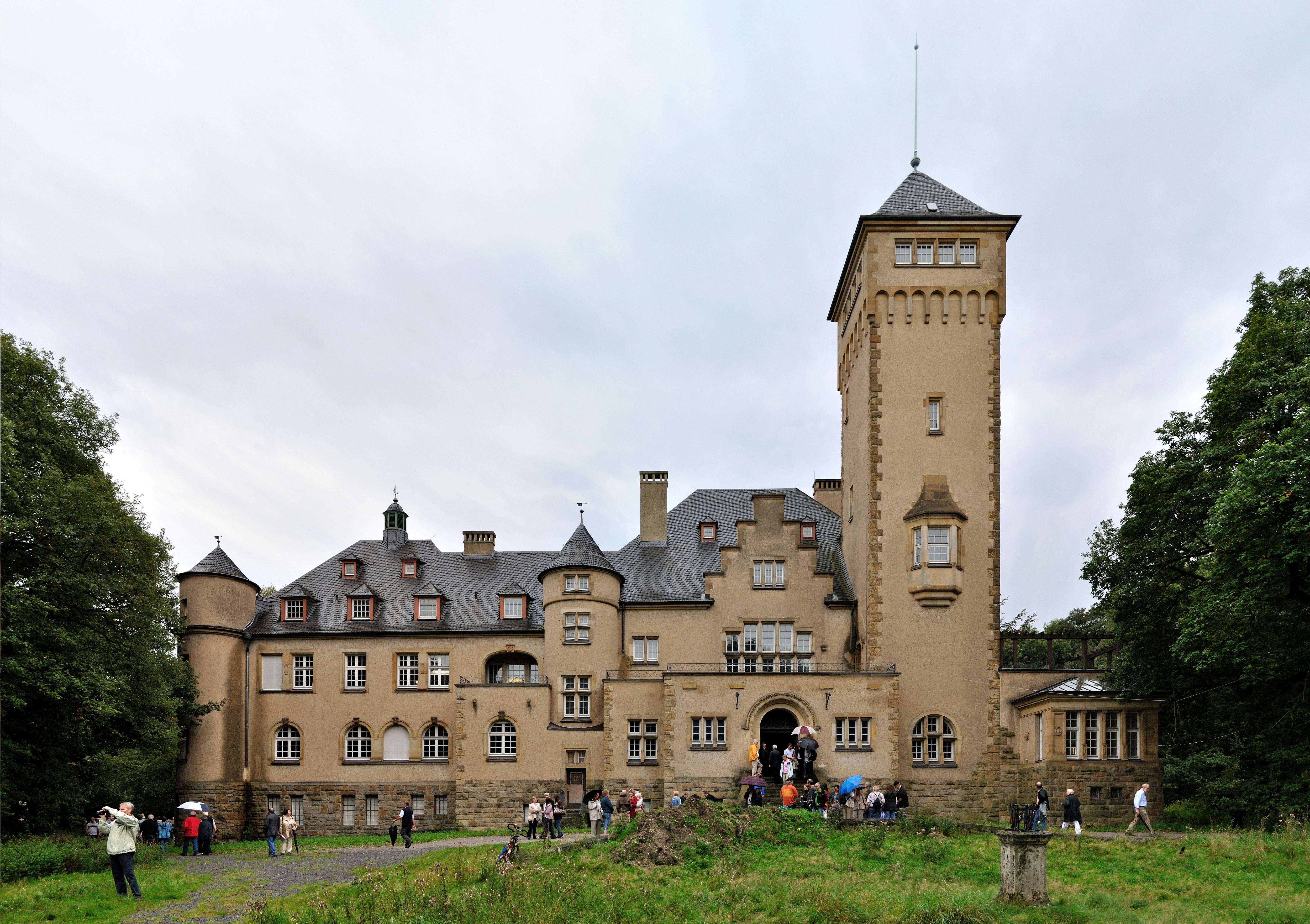
Duisburg, Haus Hartenfels, heute ein denkmalgeschütztes Bauwerk, ehemals Wohnsitz von Peter Klöckner

Die Familie lebte in dem 1909–1911 schlossartig im Stadtwald gebauten Haus Hartenfels in Duisburg. Private Passionen galten der Jagd. Zwei Waldwege, die nördlich von Haus Hartenfels im rechten Winkel durch den Wald zur Monning verlaufen, tragen heute den Namen Klöcknerweg. Erzählungen nach lief Peter Klöckner häufig auf diesem Weg von Haus Hartenfels zur Mülheimer Straße, um trotz seines Vermögens mit der Straßenbahn nach Duisburg zu fahren.

## Der Außenseiter
Unter den Großindustriellen spielte Klöckner als gläubiger Katholik oft eine Sonderrolle, denn er gehörte der katholischen Zentrumspartei an und unterstützte diese mit Spenden. Über seinen jüngeren Bruder Florian Klöckner hatte er nicht nur Zugang bis in die Ministerialbürokratie und Regierung, sondern auch Kontakte zu den christlichen Gewerkschaften. Weder als Mitglied im Preußischen Staatsrat, noch im Präsidium des Reichsverbandes der Deutschen Industrie trat er öffentlich besonders hervor. Meist wirkte er hinter den Kulissen. Aufgrund der Sonderrolle seiner Unternehmensgruppe zwischen Produktion und Handel sowie zahlreicher Werke außerhalb des Ruhrgebiets blieb Klöckner in den mächtigen Industrieverbänden eher Außenseiter.

### Beziehung zum Nationalsozialismus
Laut einer Pressemeldung warnte Klöckner nach Hitlers Rede im Düsseldorfer Industrieklub im Januar 1932 eindringlich vor nationalsozialistischen Experimenten. Der NSDAP trat er nie bei, sah die Eingriffe des NS-Staates in die Wirtschaft mit Sorge und befürchtete Enteignungen. Zum „Wehrwirtschaftsführer“ wurde er nie ernannt, und als „politisch in Erscheinung getretener“ observierte ihn die Gestapo. Andererseits leistete Klöckner jedoch auch keinen erkennbaren Widerstand gegen das System, drückte stattdessen gelegentlich Bewunderung für den „Führer“ aus und arrangierte sich zumindest nach außen. Weite Teile seines Konzerns waren Teil der staatlich gelenkten Wehr- und Kriegswirtschaft.

## Tod

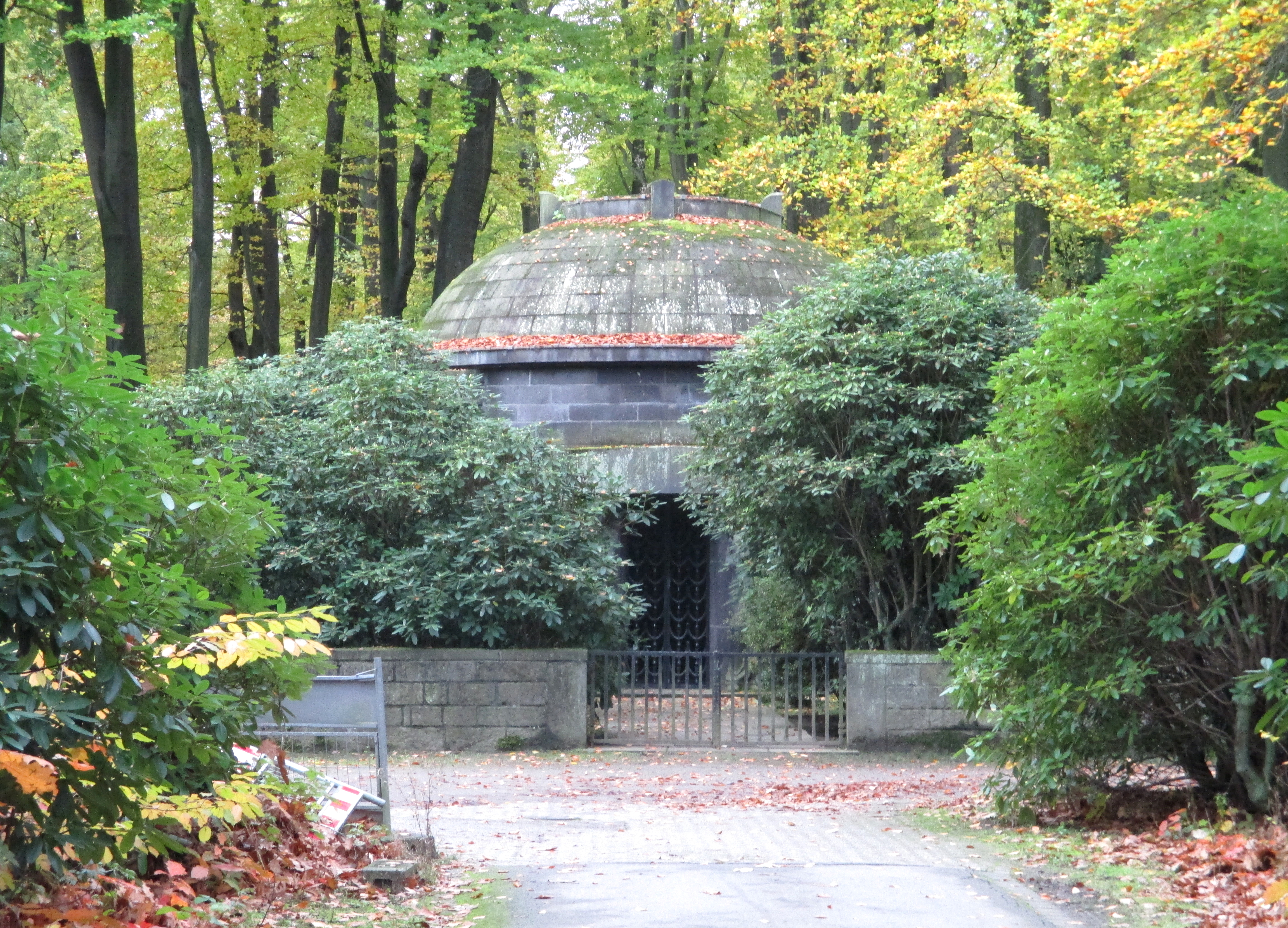
Denkmalgeschützte Familiengrabstätte des Großindustriellen Peter Klöckner auf dem Waldfriedhof Duisburg

Mit dem rechtsliberalen Duisburger Oberbürgermeister Karl Jarres verband ihn eine langjährige Freundschaft, die auf Klöckners Zeit als Stadtverordneter zurückging. Als Vorstände der Stiftung nach seinem Tod bestimmte Peter Klöckner Vertreter der beiden Familienstämme sowie zwei familienexterne Personen, darunter der Staatsrat Karl Jarres. Dieser wurde im Jahr 1941 zum Vorsitzenden des Stiftungsvorstands gewählt und blieb dies bis zu seinem Tod im Oktober 1951. Zudem wurde er 1941 zum Testamentsvollstrecker ernannt und nach außen zur Vertretung berechtigter Vollstrecker.
An Klöckners Beisetzung im Jahr 1940 in Duisburg nahm unter anderem der bekannte Politiker Konrad Adenauer teil.

## Politisches und gesellschaftliches Engagement
- 1919–1929 Stadtverordneter der Stadt Duisburg
- 1921–1933 Mitglied des Preussischen Staatsrats[1]
- 1924–1933 Präsidial- und Vorstandsmitglied des Reichsverbandes der Deutschen Industrie.
- 1924–1933 Mitglied im Verwaltungsrat der Deutschen Reichsbahn-Gesellschaft.
- 1923/24 verhandelte Peter Klöckner als Mitglied der vom Ruhrbergbau gebildeten „Sechser-Kommission“ mit der belgisch-französischen Kontrollkommission für das Ruhrgebiet das MICUM-Abkommen.
- 1931 war Peter Klöckner Leiter einer Delegation deutscher Industrieller in die Sowjetunion, bei der Deutschland über Geschäftsabschlüsse im Wert von rund zwei Milliarden Mark zum wichtigsten Handelspartner dieses Staates avancierte.

Darüber hinaus war er Mitglied bei folgenden Vereinigungen (Stand Feb. 1930):
- Deutsche Gruppe der Internationalen Handelskammer Paris, Berlin (ab Jan. 1926)
- Gesellschaft zur Förderung politischer Bildungsarbeit, Berlin (ab Juni 1927)
- Kommunalpolitische Vereinigung der Zentrumspartei, Köln (27.1.1930 – 31.12.1931)
- Internationale Auswanderer-Hilfe, Berlin (ab Juni 1928)
- Deutsches Museum, München (ab Juli 1928)
- Freunde der Europäischen Revue (ab April 1929)
- Verein der Freunde und Förderer der Universität Köln (ab Feb. 1928)
- Senator der Deutschen Akademie München (ab Mai 1925)
- Gesellschaft von Freunden der Aachener Hochschule (Verwaltungsratsmitglied)[22]

Seit ihrer Gründung im Januar 1928 gehörte Klöckner zur „Ruhrlade“, im Oktober 1937 initiierte er deren Nachfolgerunde, den „Kleinen Kreis“.

## Auszeichnungen
- 1905 Ernennung zum Kommerzienrat
- 1918 Ernennung zum Geheimen Kommerzienrat.
- 1919 Verleihung der Ehrendoktorwürde der Technischen Hochschule Aachen.
- 1922 Komtur des Ordens des heiligen Gregors des Großen.[23]
- 1929 wurde eine Straße in Koblenz nach Peter Klöckner benannt.[24]
- 1969 wurde die Oststraße in Neudorf (Duisburg), am Osteingang von Duisburg Hauptbahnhof gelegen, in Klöcknerstraße umbenannt